# Lijst van Griekse en Latijnse begrippen in de biologie
Hieronder staat een lijst van in de biologie gebruikte Griekse en Latijnse begrippen. Er is ook een lijst van Latijnse spreekwoorden en uitdrukkingen.

## A
- acanthium; doorn (Grieks: akantha - doorn)
- acaulis, -e; stengelloos
- acer, -cris, -cre; scherp
- acicularis, -e; met naaldjes of naaldvormig
- aclis; spies
- acmaeus, -a, -um; punt, spits (Grieks: acmè)
- actis; (Grieks: aktis) (zonne)straal
- aculeatus, -a, -um; stekelig
- aculeus, -a, -um; stekelig
- acuminatus, -a, -um; toegespitst
- acuticarinatus, -a, -um; met scherpe kiel, scherp gekield
- acutifolius, -a, -um; met scherpe of spitse bladeren
- acutus, -a, -um; scherp, spits
- adpressus, -a, -um; aangedrukt
- aduncus, -a, -um; haakvormig gekromd
- adustus, -a, -um; gebrand, bruin
- adventicius, -a, -um; van buiten komend
- adventitius, -a, -um; aangevoerd
- aegyptius, -a, -um; Egyptisch
- aegypticus, -a, -um; uit Egypte
- aequalis, -e; gelijkmatig
- aetheo, -a; vreemd, anders (Grieks: aethes)
- affinis, -e; verwant
- afghanicus, -a, -um; uit Afghanistan
- agrarius, -a, -um; akkerbewonend
- agrestis, -e; akkerbewonend
- alatus, -a, -um; gevleugeld
- albescens; wit wordend
- albidus, -a, -um; witachtig
- albiflorus, -a, -um; met witte bloemen
- albus, -a, -um; wit
- alcea; hulp, verdediging (Grieks: alkè)
- algericus, -a, -um; uit Algerije
- aloides; op aloë gelijkend
- alpicolus, -a, -um; in de Alpen voorkomend
- altaicus, -a, -um; van het Altaï-gebergte
- alternicostatus, -a, -um; met afwisselende of verspreide ribben
- alternifolius, -a, -um; met afwisselende of verspreide bladeren
- altior, -us; hoger
- altissimus, -a, -um; zeer hoog of de (het) hoogste
- amarus, -a, -um; bitter
- ambiguus, -a, -um; twijfelachtig
- ammophilus, -a, -um; het zand beminnend
- amoenus, -a, -um; liefelijk
- amphibius, -a, -um; amfibisch, in het water en op het land levend
- ampullaceus, -a, -um; fles- of vaasvormig
- amygdalinus, -a, -um; amandelachtig
- ana: omhoog
- anceps; tweehoofdig; tweekantig, tweesnijdend
- anglicus, -a, -um; Engels
- angulus; hoek
- angularis, -e; hoekig
- angulatus, -a, -um; hoekig
- angustissimus, -a, -um; zeer smal of de (het) smalst(e)
- angustus, -a, -um; smal
- anisum; anijs
- annotinus, -a, -um; van het vorig jaar
- annuus, -a, -um; eenjarig
- anserinus, -a, -um; van ganzen
- anthos; bloem
- anthropophorus, -a, -um; mensdragend
- antiquus, -a, -um; oud
- apertus, -a, -um; open
- apertura; met een opening
- apsis; schild
- aquaticus, -a, -um; in het water levend
- aquatilis, -e; in het water levend
- aquifolius, -a, -um; met scherpe bladeren
- aquilinus, -a, -um; van een arend of adelaar
- arachnoides; spinnenwebachtig
- arachnoideus, -a, -um; spinnenwebachtig
- arborescens; een boom wordend
- arboreus, -a, -um; boomachtig
- arca; ark (kist, koffer)
- arcticus, -a, -um; arctisch
- arcturus, -a, -um; noordelijk
- arcuatus, -a, -um; boogvormig, gekromd
- arenarius, -a, -um; zandig, zandbewonend
- arenosus, -a, -um; zandig, zandbewonend
- argenteus, -a, -um; zilveren, zilverkleurig
- argentatus, -a, -um; zilverachtig
- argyrophyllus, -a, -um; met zilverkleurige bladeren
- aristatus, -a, -um; met een naald of kafnaald
- armatus, -a, -um; gewapend
- arthron; lid, (geleding)
- articulatus, -a, -um; geleed
- arvensis, -e; op akkers groeiend
- asper, -era, -erum; ruw
- asperrimus, -a, -um; zeer ruw of de (het) ruwst(e)
- aspis; (Grieks) schild
- astriatus, -a, -um; niet gestreept
- ater, -tra, -trum; donker, zwart
- atlanticus, -a, -um; van de Atlantische Oceaan
- atomarius, -a, -um; met atomen of: kleine vlekjes
- atropurpureus, -a, -um; donkerpurper, donkerrood
- auctorum, (auct.); volgens auteurs
- aurantiacus, -a, -um; oranjekleurig
- auratus, -a, -um; met goud versierd, verguld
- aureus, -a, -um; goudgeel
- auricula; oortje
- auritus, -a, -um; geoord
- aurum; goud
- australis, -e; zuidelijk
- austriacus, -a, -um; Oostenrijks
- avellana; van Avella of Abella in Italië
- avena; haver
- avicularis, -re; van de vogeltjes (afgeleid van avicula = vogeltje)
- avis; vogel
- azureus, -a, -um; azuurblauw

## B
- balt(h)icus, -a, -um; Baltisch
- barbarus, -a, -um; vreemd, buitenlands
- barbatus, -a, -um; met een baard
- belgicus, -a, -um; 'Belgisch' (inclusief het huidige Nederland)
- bellidiformis; madeliefjeachtig
- bellus, -a, -um; mooi
- bengalensis, -e; uit India
- bi-; twee
- bidens; tweetandig
- bidentatus, -a, -um; met twee tanden
- bivalvia; met twee kleppen (valvae = dubbele deur)
- borealis, -e; noordelijk
- bracchium; arm
- brachium; arm
- brachy-; kort
- branchia; kieuw (Grieks: branchion)
- breviceps; met een stompe kop
- bryo-; mos (Grieks: bruon)
- brunneus, -a, -um; bruin

## C
- caecum; blind einde van iets
- caecus, -a, -um; blind
- caeruleus, -a, -um; blauw
- calyptraea; deksel (Grieks: kaluptra)
- candidus, -a, -um; grijswit
- cantharidus, -a, -um; op een beker gelijkend (Grieks: kantharos)
- canus, -a, -um; grijs
- carbo; koolstof
- cardium; hart (Grieks: kardia)
- carinatus, -a, -um; gekield
- castanea; bruin
- catena; ketting
- cauda; staart
- caudatus, -a, -um; met een staart
- celticus, -a, -um; keltisch
- cephalus; kop, hoofd
- cera; was
- ceras; hoorn
- chaet-o/i; (Grieks) lang haar, manen, borstel
- chinensis, -e; uit China
- chitonida; pantser (Grieks: chitoon)
- chlamys; schoudermanteltje (Grieks: Chlamus)
- chlor-; groen
- choana; trechter (Grieks: choane)
- chondros; kraakbeen
- chorda; snaar
- cinerarius, -a, -um; blauwachtig, asgrauw
- cingillum; gordeltje
- cingula; gordel, buikriem
- cingulum; gordel, buikriem
- circulus; kring
- cirrosus, -a, -um; gekruld
- cis-; aan dezelfde kant
- citrinus, -a, -um; citroenkleurig
- clathratulus, -a, -um; van traliewerk voorzien
- clavis; sleutel
- coel-; (Grieks) koilia-holte, baarmoeder
- coeruleus, -a, -um; blauw
- -cola; zwervend
- colus; spinrokken (gedraaide vorm)
- combinatio nova; nieuwe combinatie
- communis, -e; gewoon, algemeen
- compsos; (Grieks) slim, goed, mooi
- conicus, -a, -um; kegelvormig
- conuloides; op een kegel lijkend
- corbula; korfje
- corylus; helm (Grieks: korys)
- costulatus, -a, -um; met fijne ribjes
- crassus, -a, -um; dik
- crassior, -us; dikker
- crepidula; sandaaltje, muiltje
- crinitus, -a, -um; behaard
- crispatus, -a, -um; gekroesd
- cristatus, -a, -um; kamvormend
- crus; (onder)been L
- crypto-; verborgen
- cultellus; mesje
- cyaneus, -a, -um; cyano, blauwgroen
- cyn-; hond

## D
- dactylus; teen, vinger GR: δάκτυλος
- daio-; (Grieks) verdelen
- danubialis, -e; van de Donau
- deca; tien
- decapoda; tien-voetigen
- decem; tien
- decussatus, -a, -um; kruisgewijze
- dentalium-; stoottand
- denticulatus, -a, -um; getand
- depressus, -a, -um; ingedrukt, neergedrukt
- dermis; huid
- detitus; afval
- devians; afbuigend, afwijkend (via = weg; de = vanaf)
- drome: (Gr.): herkomst
- di-; twee
- dia (Gr.); door,doorheen, uiteen
- diaphana; doorschijnend (Grieks: diaphanès)
- dibranchia; tweekieuwigen (Grieks: branchion = kieuw)
- diplo-; dubbel
- discors; niet overeenstemmend, verschillend
- distortus, -a, -um; verdraaid, mismaakt
- divaricatus, -a, -um; uitgespreid
- dodeca; twaalf
- dolicho-; verlengd
- domesticus, -a, -um; huislijk
- dorsalis, -e; achterzijde, ruggelings
- dorsualis, -e; achterzijde, ruggelings
- dubius, -a, -um; twijfelachtig
- dulcis, -e; zoet
- duo; twee

## E
- echinatus, -a, -um; stekelig
- echinus; stekel
- edulis, -e; eetbaar, smakelijk
- edapho; grond
- elegans; sierlijk
- elegantissimus, -a, -um; zeer sierlijk
- elatior, -us; hoger
- elatus, -a, -um; hoog
- elevatus, -a, -um; opgeheven
- ellipticus, -a, -um; elliptisch
- elongatus, -a, -um; verlengd
- ennea; negen
- ensifolius, -a, -um; met zwaardvormig blad
- ensis; zwaard
- epi-; op
- epitonium; schroef
- erectus, -a, -um; opgericht
- erinaceus, -a, -um; egel
- erythr-; rood
- et alii, et aliae, et alia: en anderen
- eu-; goed, echt
- exasperatus, -a, -um; geheel ruw (gemaakt)
- exiguus, -a, -um; klein, onaanzienlijk
- exoletus, -a, -um; verouderd; ook: volwassen

## F
- fabulus; boontje
- fallax; bedrieglijk
- familiaris, -e; gewoon, algemeen
- fascicularis, -e; bundelsgewijze
- ferox; woest
- ferre; dragen
- ferruginosus, -a, -um; roestkleurig
- flavus, -a, -um; geel
- flexuosus, -a, -um; bochtig
- flos; bloem
- folium; blad
- forma; vorm
- formosus, -a, -um; fraai gevormd
- fornicatus, -a, -um; sterk gewelfd
- foto; licht
- fragilis, -e; zwak
- fulgidus, -a, -um; schitterend
- fulvus, -a, -um; donkergeel, rossig
- fuscus, -a, -um; donkerbruin
- fusiformis, -e; spoelvormig
- fusus; spoel

## G
- gaster; buik
- gibba; bochel, bult
- gibbula; verkleinwoord van gibba
- giganteus, -a, -um; zeer groot
- glaber, -bra, -brum; glad
- glacialis, -e; ijs
- glutinosus, -a, -um; kleverig
- glycis; zoet
- gnathos; (Grieks) kaak
- gracilis, -e; sierlijk, bevallig, slank
- grandis, -e; groot
- granum; (Latijn) korrem
- graphis; schrijfstift
- gula; keel
- guttatus, -a, -um; traanvormig

## H
- halios; van de zee (Grieks)
- halo; zout
- hecta; honderd
- helminth-; worm (Grieks: helmins)
- hemi-; half-
- hendeca; elf
- hepta; zeven
- heptaconta; zeventig
- hexa; zes
- hexaconta; zestig
- hibernicus, -a, -um; uit Ierland
- hispidus, -a, -um; (ruw)harig, ruig
- hortensis, -e; tuin
- hydro-; (Grieks) water
- hypo; (Grieks) onder

## I
- ichthus; (Grieks) vis
- icosa; twintig
- ii; vernoemd naar
- imbricatus, -a, -um; dakpansgewijs
- incanus, -a, -um; grijs
- inconspicuus, -a, -um; onopvallend, klein
- incrassatus, -a, -um; verdikt
- indicus, -a, -um; uit India
- interruptus, -a, -um; onderbroken
- islandicus, -a, -um; uit IJsland

## K
- kata: tegen(over), omlaag
- kryptein; (Gr.) Zich verbergen
- kyanos; (Grieks) blauw

## L
- lacteus, -a, -um; melkkleurig
- lacuna; holte
- lapillus; steentje
- latens; zich verbergend
- lateralis, -e; zijdelings
- lepis; schub
- latus; flank, zijkant
- latus, -a, -um; breed
- leptos; (Grieks) subtiel, teer, klein
- leucus; wit (Grieks: leukos)
- lima; vijl
- limatus, -a, -um; gepolijst
- limosus, -a, -um; slijkerig, op slijk groeiend
- lineatus, -a, -um; met strepen
- litoralis, -e; van het strand, de kust
- litus; strand
- locus, -ci; plaats
- lorica; harnas
- lupinus, -a, -um; van een wolf
- luteus, -a, -um; geel
- lutrarius, -a, -um; wat leeft in het slijk
- lyratus, -a, -um; liervormig

## M
- macr-; groot, lang
- maculatus, -a, -um; gevlekt
- maculosus, -a, -um; gevlekt
- magnus, -a, -um; groot
- major; groter
- mamilla; tepel
- mamillatus, -a, -um; met tepelvormige knobbeltjes
- marginatus, -a, -um; met een rand
- maritimus, -a, -um; in of bij de zee levend
- marmoratus, -a, -um; gemarmerd
- mastos; (Grieks: μαστός) borst
- maur-; donker
- maximus, -a, -um; zeer groot; grootste
- medius, -a, -um; middelste
- melanops; zwart-ogig
- melanus; zwart
- membranaceus, -a, -um; vliezig
- micr-; klein
- miniatus, -a, -um; meniekleurig
- minimus, -a, -um; zeer klein; kleinste
- minor, -us; kleiner
- mobilis, -ie; bewegend
- modestus, -a, -um; schuw
- mollis, -e; zacht, week, niet hard (In oa.: mollusca - weekdieren)
- monachus; kluizenaar (Grieks: monachos)
- mon-; enkel, één
- montanus, -a, -um; uit de bergen
- morph-; vorm
- muralis, -e; op of bij muren groeiend
- musculus; mosseltje
- mytilus; mosseltje
- mutabilis, -e; variabel
- mya; de lippen sluiten, gapen (Grieks: muao)

## N
- naevus; vlek
- nassa; fuik
- natans; drijvend
- navalis, -e; van een schip
- nepalicus, -a, -um; uit Nepal
- niger, -gra, -grum; zwart
- nitidissimus, -a, -um; zeer glanzend
- nivosus, -a, -um; als besneeuwd
- nona; negen
- norvegicus, -a, -um; Noors
- nothos; bastaard, foutief
- notius, -a, -um; zuidelijk
- novaehollandiae; uit Australië
- novaeselandiae; uit Nieuw-Zeeland
- noveboracensis; uit New York
- nucella; nootje
- nucleus; pit, kern
- nucula; nootje
- nux; noot

## O
- obscurus, -a, -um; donker
- obtusus, -a, -um; stomp
- occidentalis, -e; westers
- octa; acht
- octaconta; tachtig
- odont-; (Grieks: ὀδούς) tand
- oeos-; buisvormig
- officinalis, -e; geneeskrachtig, medicinaal
- olivaceus, -a, -um; olijfgroen of olijfvormig
- opercularis, -e; met deksel
- operculum; deksel
- orientalis, -e; oostelijk
- ornatus, -a, -um; versierd
- ortho-; recht
- osteon; (Grieks) bot
- ostrakon; (Grieks) scherf, schilfer
- ovatus, -a, -um; eirond
- ovum; ei

## P
- pachys; dik, stomp
- pallidulus, -a, -um; bleek, gelig
- paludosus, -a, -um; in moerassen voorkomend (palus = moeras)
- parvus, -a, -um; klein
- patella; schotel, schaal
- patelliformis, -e; schaalvormig
- pecten; (haar)kam
- pedes; voeten
- pelagius, -a, -um; uit de oceaan (Grieks: pelagos = zee)
- pellucidus, -a, -um; doorschijnend
- peltatus, -a, -um; schildvormig
- pelyx; bijl (kom, bekken) GR
- penta; vijf
- pentaconta; vijftig
- pepla; kleed, omhulsel (Grieks: peplos)
- perforans; doorborend
- perissós; oneven GR: περισσός
- perspicuus, -a, -um; doorschijnend
- pes; voet
- petra; rots
- petraeus, -a, -um; op rotsen levend
- petricola; rotsbewoner
- phaseolinus, -a, -um; boonvormig
- phyllo/um; blad
- phyton; plant
- pictus, -a, -um; beschilderd, geschakeerd, versierd
- planus, -a, -um; plat, vlak
- planorbis; vlakke kring, platte schijf
- platy-; plat
- pleura; zijde
- plicatus, -a, -um; geplooid
- poly-; multi-, meerdere
- porus; porie
- proso-; (Grieks) naar voren, vooraan
- protos; eerste
- pteron; (Grieks) vleugel, veer, (vin)
- pteris; (Grieks) varen, (blad)
- pulcher, -chra, -chrum; mooi
- pulcherrimus, -a, -um; zeer schoon
- pullastra; kuiken
- pulmo; long
- pumilus; dwerg
- pumilus, -a, -um; dwergachtig
- punctatus, -a, -um; gespikkeld, gestippeld
- punctulatus, -a, -um; met kleine vlekjes
- puncturus, -a, -um; gespikkeld, gestippeld
- purpuralis, -e; paars, purper
- pusillus, -a, -um; klein
- pygmaeus, -a, -um; klein

## Q
- quadrifidus, -a, -um; in vieren gespleten
- quattuor; vier

## R
- reticulatus, -a, -um; netvormig geaderd
- rhenanus, -a, -um; van de Rijn
- rhiza; wortel
- rhombus; ruit, scheefhoek
- rhomboideus, -a, -um; op een scheefhoek gelijkend
- rhyncho, -a; snavel, bek (Grieks: rhynchos)
- rhytis; gerimpeld
- robur; zacht
- rostrum; bek
- rota; rad, wiel
- ruber, -bra, -brum; rood of heet
- rubescens; rood wordend
- rubidus, -a, -um; dieprood
- rudis, -e; ruw
- rudissimus, -a, -um; zeer ruw
- rufus, -a, -um; roodbruin, rossig

## S
- sagitta; pijl
- sagittatus, -a, -um; pijlvormig
- sanguineus, -a, -um; bloedkleurig
- sarx; vlees
- sativus, -a, -um; gecultiveerd
- saurus; hagedis(-achtig)
- saxatilis, -e; op stenen voorkomend
- saxicava; stenen uithollend, borend
- saxum; rots
- scaber, -bra, -brum; ruw
- scalaris, -e; trapvormig
- scaldensis, -e; van de Schelde
- scandens; klimmend
- scaphe; bekken, (kleine) boot (Grieks: skaphe)
- scelis; dij
- semi-; half
- semicostatus, -a, -um; half geribd
- semistriatus, -a, -um; half gestreept
- sensu lato; in ruime zin (vaak afgekort: s.l.)
- sensu stricto; in smalle (engere) zin (vaak afgekort: s.s.)
- sesqui: anderhalf
- siliqua; peulvrucht
- sinensis, -e; uit China
- sinistrorsa; naar links gedraaid
- solen; pijp, kanaal
- solidus, -a, -um; stevig
- soma; lichaam (Grieks: soma)
- sphenia; wig (Grieks: sphèn = wig)
- spiralis, -e; spiraalvormig
- squama; schub
- stachys; (koren)aar
- stagnorum; in stilstaand water levend (stagnum = stilstaand water, poel)
- steganos; (Grieks) bedekt
- stegos; (Grieks stege) dak
- stellein (Gr.); storen,zenden
- steno-; nauw, smal (Grieks: stenos)
- sthenos; (Grieks) kracht
- stoma; opening, mond
- striatus, -a, -um; gestreept
- sub-; onder, half, enigszins, zwak
- subcarinatus, -a, -um; enigszins gekield, zwak gekield
- suborbicularis, -e; enigszins cirkelvormig
- subtruncatus, -a, -um; iets afgeknot
- subulatus, -a, -um; priemvormig
- suchus; krokodil GR
- sudanicus, -a, -um; uit Soedan
- suecicus, -a, -um; uit Zweden
- sulcatus, -a, -um; gevoord, gegroefd
- sustole (Gr.); samentrekking
- sylvi; wild
- synthesis; samenstellen

## T
- tectum; dak
- tenebrosus, -a, -um; donker
- tenuis, -e; teer, dun
- teredo; boorworm (Grieks: terèdoon)
- tetra-; vier
- tesselatus, -a, -um; mozaïekachtig (tessela = dobbelsteen)
- tetragonus, -a, -um; vierhoekig
- theca; tandkas, holte (Grieks: theke - kist, graf)
- tigerinus, -a, -um; getijgerd
- tinctorius, -a, -um; verfstof
- tomentosus, -a, -um; viltig, pluizig
- tops; gezicht
- tornatilis, -e; gewonden, gedraaid
- tornus; draaischijf
- trans-; aan de andere kant
- tri-; drie
- triangularis, -e; driehoekig
- triangulus, -a, -um; driehoekig
- trich-,thrix; haar
- triconta; dertig
- trifasciatus, -a, -um; met drie banden of strepen
- trochus; wiel, rad, schijf (Grieks: trochos)
- trofein (Gr.); voeden
- truncatus, -a, -um; afgeknot
- tuberculatus, -a, -um; met knobbeltjes
- tumidus, -a, -um; gezwollen
- turbo; tol
- turbonilla; tolletje
- turricula; torentje
- turris; toren
- turritella; torentje
- tyle; (Grieks) knoop
- typicus, -a, -um; typisch

## U
- umbra; schaduw
- umbrosus, -a, -um; in de schaduw groeiend
- unda; golf
- undatus, -a, -um; gegolfd
- undulatus, -a, -um; gegolfd
- ungula; hoef, klauw
- uni-; een (1)
- unidentatus, -a, -um; met één tand
- unifasciatus, -a, -um; met één band
- -urus, -a, -um; van de staart
- urens; brandend
- ustulatus, -a, -um; geschroeid

## V
- varius, -a, -um; afwisselend, verschillend, telkens anders
- variabilis; veranderlijk, variabel
- variegatus, -a, -um; veranderlijk
- velutinus, -a, -um; fluwelig
- ventricosus, -a, -um; buikig, gezwollen
- venter; buik
- venustus, -a, -um; zoet
- verrucosus, -a, -um; wrattig, met een ruwe huid
- violaceus, -a, -um; paarsig
- virgineus, -a, -um; maagdelijk
- viridis, -e; groen
- vitro; glas
- vitta; lint, band
- vittatus, -a, -um; van banden voorzien, gebandeerd
- volans; vliegend
- vulgaris, -e; algemeen, gewoon

## X
- xylophaga; hout-etend (Grieks: xulon = hout)

## Z
- zetlandicus, -a, -um; van de Shetlands
- zonarius, -a, -um; gegordeld